# Баљвине
Баљвине су насељено мјесто у општини Мркоњић Град, Република Српска, БиХ. Према попису становништва из 1991. у насељу је живјело 1.140 становника.

## Географија
Налази се испод планине Чемерница и изнад кањона ријеке Врбас, на надморској висини од 543 метра. Село је удаљено око 15 километара од града, у правцу сјевероисток. Чине га два дијела: Горње Баљвине (насељене претежно српским становништвом) и Доње Баљвине (у коме већину чине Муслимани).

## Историја
На локалитету Грича нађено је 35 бакарних сјекира, које вјероватно припадају вучедолској култури. Плато са сувозидом из гвозденог доба откривен је на локалитету Градина. У повељи бана Пријезде из 1287. помиње се Banua, као међник, за који Милан Карановић и Владислав Скарић претпостављају да је данашње село Баљвине. Средњовјековне некрополе налазе се на локалитетима Јатунова њива (око 40 стећака) и Тешановића крчевине (око десетак видљивих). У засеоку Куцељи налази се стећак у облику сандука са украсима из периода 14–15. вијека, који је 2003. проглашен националним спомеником БиХ.
За вријеме аустоугарске окупације, мјесто је било познато под именом Баљвине Српски, и били су у саставу среза Скендер Вакуф.

## Становништво
Према службеном попису становништва из 1991. године, Баљвине су имале 1.140 становника. Срби су чинили око 38%, а Муслимани 61% од укупног броја становника.
|             | 2013.        | 1991.          | 1981.          | 1971.          | 1961.          |
| Укупно      | 350 (100,0%) | 1 140 (100,0%) | 1 226 (100,0%) | 1 200 (100,0%) | 1 035 (100,0%) |
| Бошњаци     | 245 (70,00%) | 699 (61,32%)1  | 654 (53,34%)1  | 593 (49,42%)1  | –              |
| Срби        | 104 (29,71%) | 438 (38,42%)   | 565 (46,08%)   | 601 (50,08%)   | 550 (53,14%)   |
| Босанци     | 1 (0,286%)   | –              | –              | –              | –              |
| Остали      | –            | 2 (0,175%)     | –              | 2 (0,167%)     | –              |
| Југословени | –            | 1 (0,088%)     | 7 (0,571%)     | 2 (0,167%)     | 484 (46,76%)   |
| Хрвати      | –            | –              | –              | 2 (0,167%)     | –              |
| Црногорци   | –            | –              | –              | –              | 1 (0,097%)     |

1. 1 На пописима од 1971. до 1991. Бошњаци су пописивани углавном као Муслимани.